# Ramiro I (król Aragonii)
Ramiro I z Aragonii (ur. przed 1007, zm. 8 maja 1063) – pierwszy tytularny król Aragonii (1035–1063).

## Życiorys
Był nieślubnym synem Sancho III, króla Nawarry i Sanchy de Aybar. Po ojcu, w 1035, odziedziczył małą dolinę w północno-zachodnim zakątku dzisiejszej prowincji Huesca z tytułem króla. Po śmierci swojego brata Gonzalo w 1037 otrzymał hrabstwo Sobrarbe (na wschód od jego ówczesnych posiadłości) oraz hrabstwo Ribagorza. Zginął podczas oblężenia Graus.
22 sierpnia 1036 ożenił się z Gisbergą, córką Bernarda Rogera z Bigorre. Po ślubie panna młoda zmieniła imię na Ermesinda. Para razem miała pięcioro dzieci:
- Sancho Ramíreza – król Aragonii
- Garcíę – biskup Jaca,
- Sanchę – żona Ermengola III z Barbastro, hrabiego Urgell,
- Urrakę – zakonnica w Santa Cruz de la Serós,
- Teresę.

Ok. roku 1054 ożenił się powtórnie z Agnieszką z Poitou, córką Wilhelma VII Śmiałego księcia Akwitanii, będącym równocześnie Wilhelmem V hrabią Poitou, i Ermesindy. Małżeństwo było bezdzietne. Agnieszka po śmierci męża wyszła za Piotra I hrabiego Sabaudii.
Z przedmałżeńskiego związku z kochanką Amuñą miał syna Sancho Ramireza z Aybar.

Królestwo Aragonii (zielone) za czasów Ramiro I.